# 潮温泉
潮温泉（うしおおんせん）は、島根県美郷町（旧大和村 旧国石見国）にある温泉。

## 泉質
- 含二酸化炭素・ナトリウム - 炭酸水素塩・塩化物泉
  - 源泉温度23.2℃
  - 湧出量毎分132リットル

温泉名の由来ともなった、塩分が多く含まれることが特徴である。

## 温泉街
江の川沿いに、一軒宿の大和荘が存在する。

## 歴史
一軒宿の開業は1973年である。

## アクセス
- かつては鉄道が付近を走っていたが、現在は廃止されているため鉄道でのアクセスはできない。 三江線潮駅より徒歩約5分であった。
- バス路線　川本美郷線　潮温泉下車